# 海軍陸戰隊
海軍陸戰隊（英語：marine）也称海军步兵（naval infantry），簡稱海陸或陸戰隊，是海軍中負責从舰艇上发动针对敌军的登船作戰和兩棲作戰的兵种，早期都是依附于海军运输舰上的步兵隊伍，纯粹用登陆艇释放到战场进行徒步作战；進入現代則专属配有两栖车辆、军用舰船和军用航空器辅助步兵作战。大部分國家的海軍陸戰隊組織是隸屬於海軍體制內，但美國是將海軍陸戰隊體系獨立為單一軍種，法國則由陸軍所轄。海軍陸戰隊出現的歷史中，早期存在的理由是為了解決強制徵召船隻衍生出來的叛變問題，同時也有保護本國船隻，攻擊敵國船隻的任務；近代海軍陸戰隊在科技演化下朝向專業兩棲作戰部隊改組，成為各國海權發揚的一部分。

## 任务
在槳帆時代，海軍陸戰隊與水手間沒有區分；不過西方文明發展早期，希臘與羅馬的船上已有佈署重裝步兵，如：羅馬海軍有第一與第二輔助軍團，他們就是專業海軍步兵，為了更有效率消滅敵軍艦艇水手，並佔領敵人船舶。這時候海軍陸戰隊，主要任務是以船艦之間肉搏戰訓練為主。
海軍陸戰隊出現的紀錄，是出現在風帆時代，1537年建立西班牙海軍陸戰隊。但成立初並沒有屬於該軍種制服，士兵基本上是沒有制服，軍官則採用與陸軍同款式；直到18世紀後才逐漸獨立出來。海軍陸戰隊成立的任務，除了數千年來持續已久的船艦接舷戰鬥外，開始負責艦隻保安工作，保護艦上軍官和防止叛變，并負責日常登船搜尋或逮捕等警備工作。
19世紀後，遠程艦載火器技術逐漸成熟，接舷戰鬥機率大減，除了傳統港口防衛任務外，各國海軍陸戰隊開始轉型；美國海軍陸戰隊因查緝海盜需求因此仍保留較多舊時代風格，法國海軍陸戰隊便大量改組為殖民地警備隊，英國海軍陸戰隊曾以海軍憲兵為主要任務。然而，小型機械動力船舶出現後，兩棲登陸戰術出現許多改變及革新，海軍陸戰隊重新朝專業化改組，過去以海戰任務為導向的小規模散兵部隊，調整為敵人控制的海岸區域發動登陸戰役的集體化中大型軍隊。
进入二战时，海軍陸戰隊首次體現兩棲化轉型重要性，主力由海上發起第一波进攻搶灘敵人控制下的海岸區域以建立據點，讓後續友軍（特別是陸軍）可以安全地大量登陸進攻腹地、或是在海军配合運輸及炮火支援下登陸攻佔岛屿。从此海军陆战队成为各國軍隊兩棲作戰模式下一種不可或缺的力量。
二戰以後，各國海軍陸戰隊纷纷成為各種地區性戰爭中登陸戰的主力，如仁川登陸、馬島战争等。
有別於陸軍作戰時以陸路、鐵路、空運等方式投射兵員至戰場，海軍陸戰隊多仰賴運兵船搶灘登陸或海軍航空兵之航空器運送，這些載具由於本身性能限制無法載運大量兵員，因此向來必須用非常有限的兵員完成任務，建軍目標也以量少質精為方針。

## 历史
1537年建立的西班牙海軍步兵（Infantería de Marina）是全世界最老的海軍陸戰隊，再來是1610年成立的葡萄牙海軍陸戰隊（Corpo de Fuzileiros），1622年建立的法國海軍陸戰隊是世界第3個海軍陸戰隊。从15世纪到今天，各国也纷纷开始成立自己的海军陆战队，今天世界上有50多个国家建有海军陆战队。現今日本實施兩棲作戰任務屬於陸上自衛隊水陸機動團，海上自衛隊仍未配備陸戰隊編制，而陸上自衛隊配備兩棲作戰車輛與兵員可藉由海上自衛隊具兩棲功能的艦隻（如大隅級運輸艦、日向級護衛艦）與航空自衛隊CH-47、駐日美軍V-22等執行登陸作戰，尤其針對釣魚台主權問題。

## 各國海軍陸戰隊
- 法國

在法國，稱為陸戰隊的部隊有兩支；一支是法國海軍所轄，防衛法國本土海軍港口的法國海軍陸戰槍兵；另一支為殖民時代遺留，由法國陸軍率領的法國海軍陸戰隊（Troupes de marine 或較正式的 Troupes coloniales）。自從1958年起，陸戰隊除了頭銜之外，都屬於陸軍；由於部隊成立主要為了殖民地相關治理而組設，因此該支單位主要致力於海外派遣。
法國海軍陸戰隊士兵比其他法國士兵，多半有為期更長的海外服役，尤其是非洲服役。海軍陸戰隊成員包括步兵（包括輕坦克和空中部隊）和砲兵。法國海軍陸戰隊成立於1622年（正式名稱 compagnies ordinaires de la mer），為屬於海軍陸上武力，因在法屬加拿大軍事行動而聞名。法國海軍陸戰隊於1900年移交給陸軍並成為法國殖民地軍(Troupes Coloniales)一部分。暱稱「la Coloniale」或「la Colo」指的就是這支部隊。
在1940年全盛時期，法國殖民地軍包括九個師和多個負責操作馬奇諾防線機槍據點的小型旅(demi-brigade)。
隨著法國失去其海外殖民地，在1958年12月1日，法國殖民地軍名稱又改回原本的法國海軍陸戰隊，並成為法軍干預隊(d'Intervention)主要組成部隊。
- 英国

皇家海軍陸戰隊，屬於英國皇家海軍輕型步兵，並兼為英國兩棲或海陸空協同作戰部隊及雪地或山地戰專家。身為英國快速應變部隊主力，皇家海軍陸戰隊是一支能夠全天候、獨立行動的突擊部隊。
英國皇家海軍陸戰隊前身是1支海軍步兵部隊，於1664年10月28日建立，只比西班牙、葡萄牙、法國晚，1755年4月26日以皇家海軍陸戰隊部隊（當時叫His Majesty's Marine Forces）名義運作。
皇家海軍陸戰隊並與皇家海軍構成為英國海軍軍種。
- 荷蘭

荷蘭皇家海軍陸戰隊成立於1665年12月10日第二次英荷戰爭，荷蘭共和國民間領袖約翰德威特和海軍上將米希爾德賴特所創。部隊指揮官是威廉約瑟夫凡特。荷蘭在第一次英荷戰爭普遍將一般士兵投入艦上戰鬥。這是第五個歐洲海軍陸戰隊，在之前有西班牙艦隊步兵（1537），葡萄牙海軍陸戰隊（1610），法國海軍陸戰隊（1622），和英國皇家海軍陸戰隊（1664）。就像英國，荷蘭曾數次解散。在1810年至1813年荷蘭被法國拿破崙占領時。在1801年3月20號就有人提議創建新的海軍陸戰隊，在1806年8月14日巴達維亞共和國（即荷蘭）國王路易波拿巴（拿破崙之弟）決定創建。海軍陸戰隊始於1814年，於1817年接受其目前名稱。
- 俄羅斯

俄羅斯海軍步兵（俄语：Морская пехота）是俄羅斯聯邦軍兩棲作戰部隊。性質等同於其他國家軍事力量的“海軍陸戰隊”，但是與其他國家通常只是進行兩棲登陸作戰任務有些不同，俄羅斯海軍步兵還有傘降和直升機機降訓練，也裝備陸軍重型武器，以增強運載，作戰方式多樣化。
此外，跟俄國同位於黑海沿岸的烏克蘭海軍、格鲁吉亚海軍也有小規模的海軍步兵，也是從前蘇聯海軍承繼而來。
- 美国

美國海軍陸戰隊直屬於美國國防部(DOD)下轄之海軍部（DON，部長為文職部長）與海軍艦隊為同等級平行單位。海軍陸戰隊由海軍提供運輸及艦隻，但是擁有獨立作戰能力，有自己的飛行部隊。海軍陸戰隊司令亦只向海軍部長（屬文官）直接負責。除了兩棲攻擊外，美國海軍陸戰隊還有保護駐外使領館、為白宮站崗、和負責主要艦隻內部保安等責任。
美國海軍陸戰隊的前身叫做大陸海軍陸戰隊(Continental Marines)，1775年11月10日建立，1798年建立現在的美國海軍陸戰隊；現今美國海軍陸戰隊的規模包含了海陸空三種領域的武器，如：垂直起降飛機、直升機、兩棲突擊艦、機械化步兵、氣墊船等適用於不同任務的載具。
- 阿根廷

阿根廷海軍步兵突擊隊(Comando de la Infantería de Marina)由阿根廷海軍所轄，指揮部直轄1個步兵營與砲兵、車輛、工兵、通信、後勤、防空等單位、南方陸戰隊下轄2個步兵營、1支特種部隊（兩棲突擊隊）、1個步兵營、及部分步兵連，海陸第5營曾參與福克蘭戰爭。
- 中华人民共和国

中國人民解放軍海軍陸戰隊（簡稱PLAMC）是中國人民解放軍海軍一個獨立兵種，最初成立於1953年，1980年重组，是一支多兵種合成的快速反應兩棲作戰部隊。1995年，海軍組建第一支女子海軍陸戰隊。海軍陸戰隊目前擁有約40,000名成員。現在中國人民解放軍編制中，没有獨立大規模海軍陸戰隊，中國人民解放軍海軍陸戰隊現有7個海軍陸戰旅，陸戰隊第1、2、7旅配屬南部戰區；3、4旅配屬東部戰區；5、6旅配屬北部戰區，7個旅雖分別隸屬南、東、北部戰區，但指揮權仍在海軍參謀部。
- 中華民國

中華民國海軍陸戰隊（縮寫ROCMC）設立於1914年，是中華民國海軍轄下兩棲部隊，負責兩棲作戰、反登陸作戰、奪島作戰、臺灣本島及外島守備、軍事設施防衛等任務，並有海軍陸戰隊學校培養陸戰隊幹部，在戰爭時也有快速反應及戰力保存功能，目前編制總兵力約10,000人。轄下另編制有海軍陸戰隊特種勤務隊專職臺灣南部反劫船、反恐等任務，隊內成員均由內部甄選而來志願役軍官。
- 德国

德國在二戰並沒有專業的海軍陸戰隊，但是在卡爾·鄧尼茨推動下組成以特種作戰為主的德國蛙人突擊隊；戰後該部隊在1958年因西德加入北約而重組。冷戰後，1997年設立整合特種作戰、水下械彈處理、海上救援、商船護衛等海上任務的海軍特種作戰部隊（SEK M部隊），部隊規模為1個營左右。2014年，德國將數個兩棲性質部隊統合為海上營。
- 日本

大日本帝國海軍為防衛軍港，曾經設有海軍陸戰隊，敗戰後被解散。參與過濟物浦海戰（仁川近海戰）、日俄戰爭、旅順會戰、一二八事變、淞沪會戰、馬尼拉戰役、硫磺島戰役和沖繩島戰役等。此外，戰後日本自衛隊內部並沒有先成立海軍陸戰隊，僅少數部隊，如：陸上自衛隊西部方面普通科連隊（西普連）專精兩棲作戰和離島守備。自衛隊在2013年公佈平成25年度的《防衛計劃大綱》後，敲定「水陸機動團」成立，規劃為具有海軍陸戰隊部分性質的兩棲部隊，得以重建，並且購入美軍陸戰隊使用的兩棲突擊載具。

### 各國海軍陸戰隊列表
| - 阿富汗 - 阿布哈茲 - 阿尔察赫 - 阿尔巴尼亚 - 阿尔及利亚 - 阿根廷 - 亞美尼亞 - 菲律賓 - 奥地利 - 巴哈马 - 印度 - 巴林 - 比利时 - 不丹 - 玻利维亚 - 巴西 - 保加利亚 - 布吉納法索 - 柬埔寨 - 喀麦隆 - 加拿大 - 中非 - 智利 - 中華民國 - 中华人民共和国 - 蒙古国 - 哥伦比亚 - 刚果民主共和国 - 刚果共和国 - 庫克群島 - 古巴 - 賽普勒斯 - 捷克 - 丹麦 - 多米尼克 | - 顿涅茨克人民共和国 - 埃及 - 薩爾瓦多 - 赤道几内亚 - 爱沙尼亚 - 衣索比亞 - 斐济 - 芬兰 - 法國 - 加彭 - 德国 - 希腊 - 格瑞那達 - 几内亚 - 海地 - 梵蒂冈 - 匈牙利 - 冰島 - 印度 - 印度尼西亞 - 伊朗 - 伊拉克 - 以色列 - 義大利 - 牙买加 - 日本 - 约旦 - 基里巴斯 - · （韓國） - · （朝鮮） - 科索沃 - 科威特 - 拉脫維亞 - 黎巴嫩 - 賴索托 - 利比里亚 | - 利比亞 - 列支敦斯登 - 立陶宛 - 卢甘斯克人民共和国 - 盧森堡 - 北馬其頓 - 马达加斯加 - 马拉维 - 马来西亚 - 馬爾地夫 - 馬爾他 - 马绍尔群岛 - 毛里塔尼亚 - 模里西斯 - 墨西哥 - 密克羅尼西亞聯邦 - 摩尔多瓦 - 摩納哥 - 蒙特內哥羅 - 摩洛哥 - 莫桑比克 - 緬甸 - 纳米比亚 - 瑙鲁 - 尼泊尔 - 荷蘭 - 新西兰 - 尼加拉瓜 - 尼日尔 - 奈及利亞 - 纽埃 - 北賽普勒斯 - 挪威 - 阿曼 - 巴基斯坦 - 帛琉 - 巴勒斯坦 - 巴拿马 - 巴拉圭 - 秘魯 - 波蘭 - 葡萄牙 - 德涅斯特河沿岸 - 羅馬尼亞 - 俄羅斯 - 白俄羅斯 - 卢旺达 - 聖多美和普林西比 - 圣基茨和尼维斯 - 圣卢西亚 | - 萨摩亚 - 圣马力诺 - 沙烏地阿拉伯 - 撒拉威阿拉伯民主共和國 - 塞内加尔 - 塞爾維亞 - 塞舌尔 - 塞内加尔 - 新加坡 - 斯洛伐克 - 斯洛維尼亞 - 所罗门群岛 - 索馬利蘭 - 南非 - 南蘇丹 - 南奥塞梯 - 西班牙 - 斯里蘭卡 - 苏丹 - 苏里南 - 瑞典 - 瑞士 - 叙利亚 - 坦桑尼亚 - 泰國 - 东帝汶 - 多哥 - 千里達及托巴哥 - 突尼西亞 - 土耳其 - 乌干达 - 乌克兰 - 阿联酋 - 美国 - 英国 - 愛爾蘭 - 乌拉圭 - 委內瑞拉 - 越南 - 葉門 - 尚比亞 - 辛巴威 |

## 图集

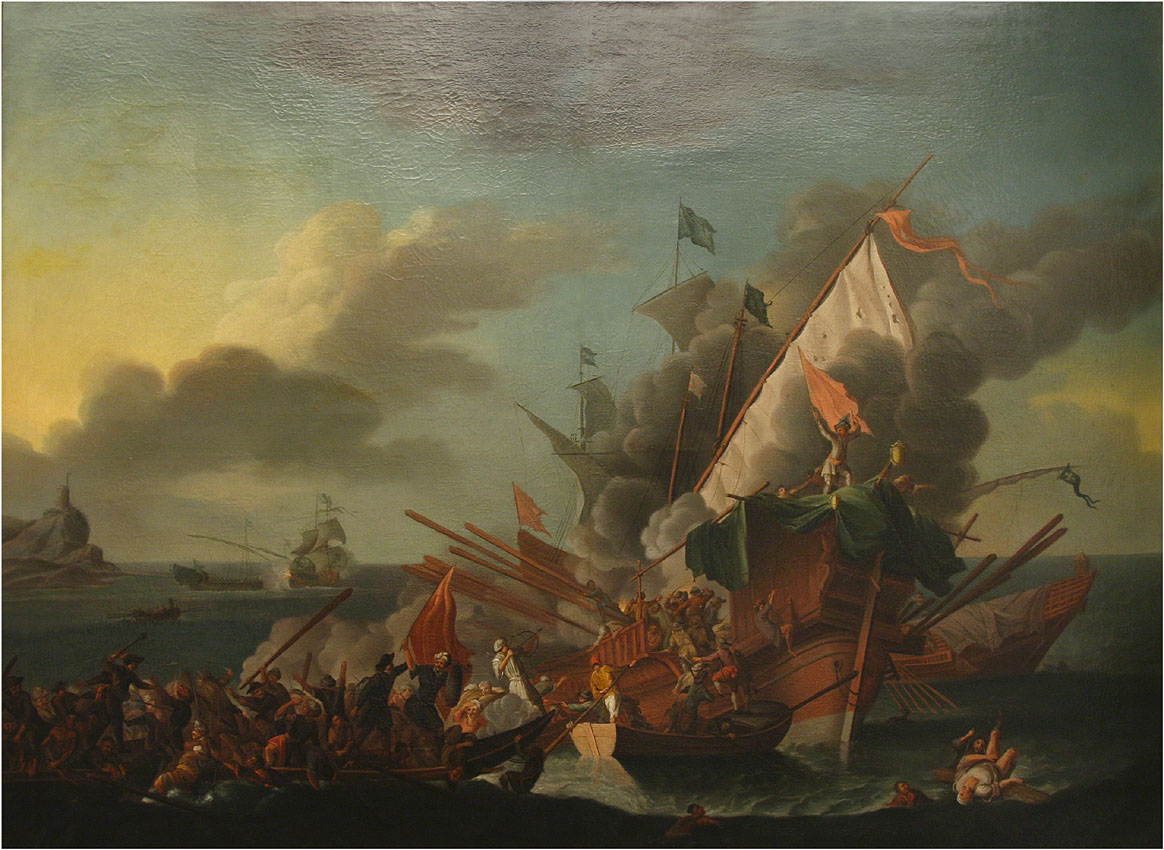
1571年西班牙海軍陸戰隊與奥斯曼帝國作戰
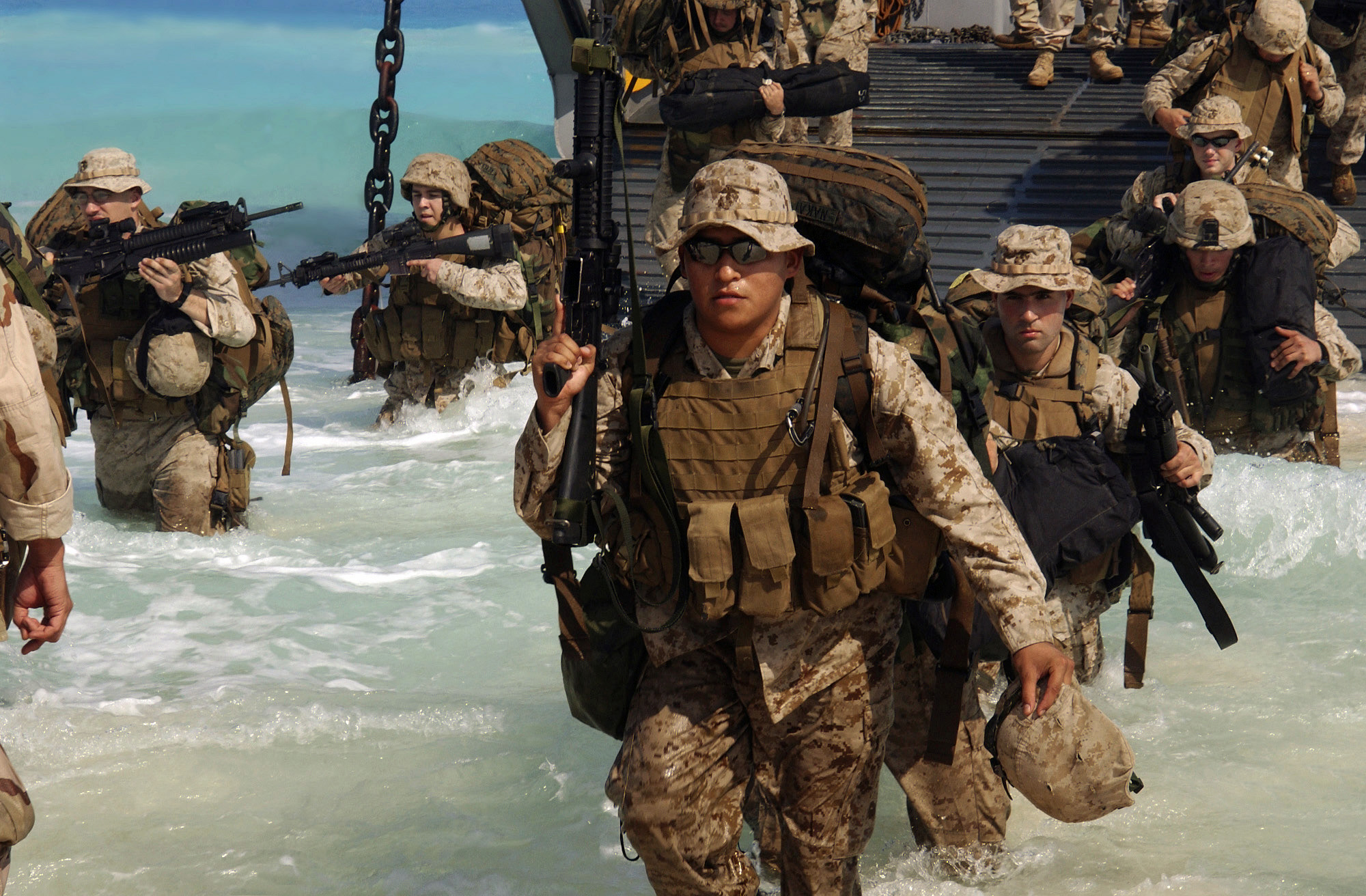
美国海军陆战队从登陆舰上岸
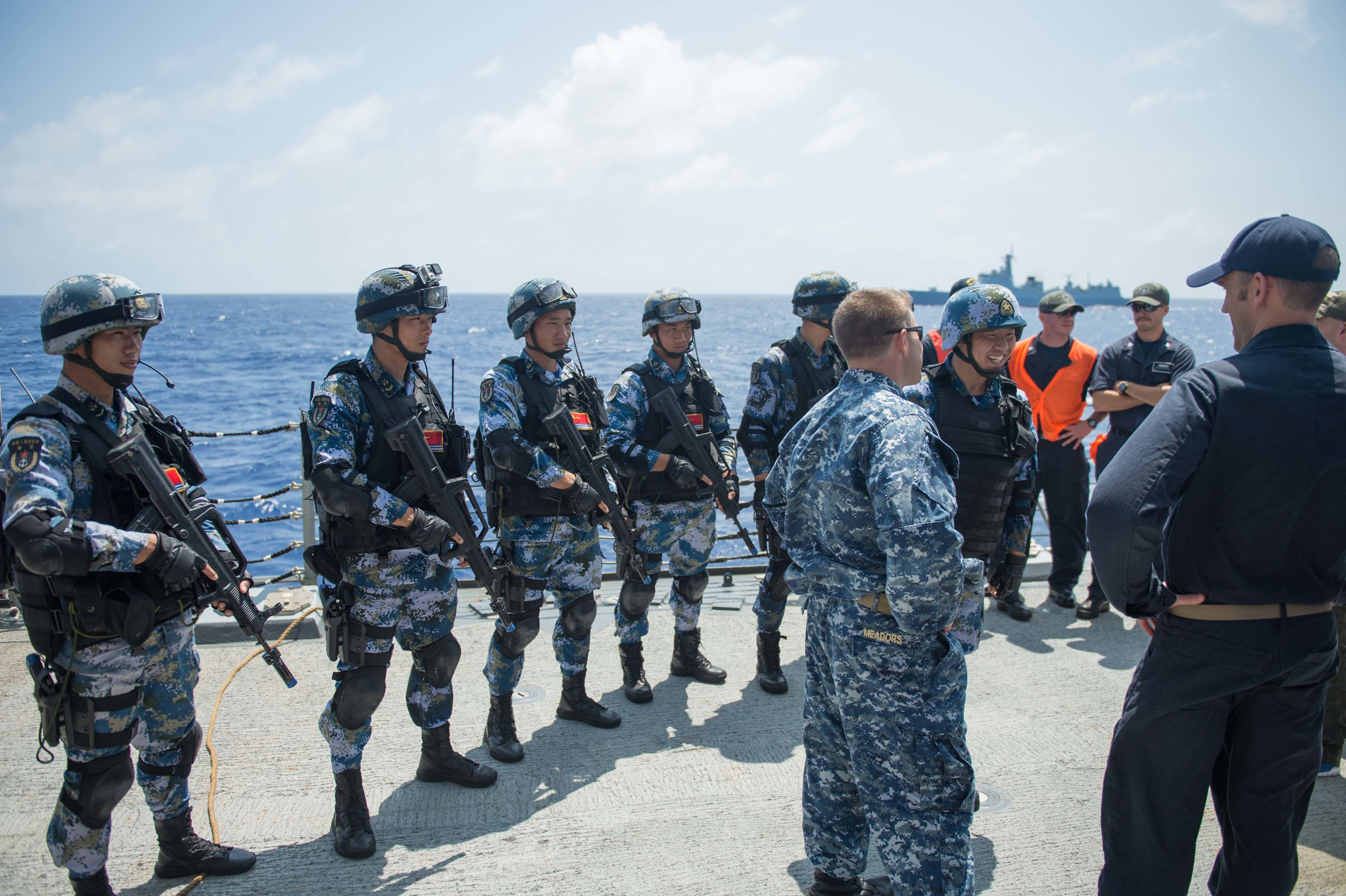
“环太平洋2016”军事演习的中国人民解放军海军陆战队与美国海军
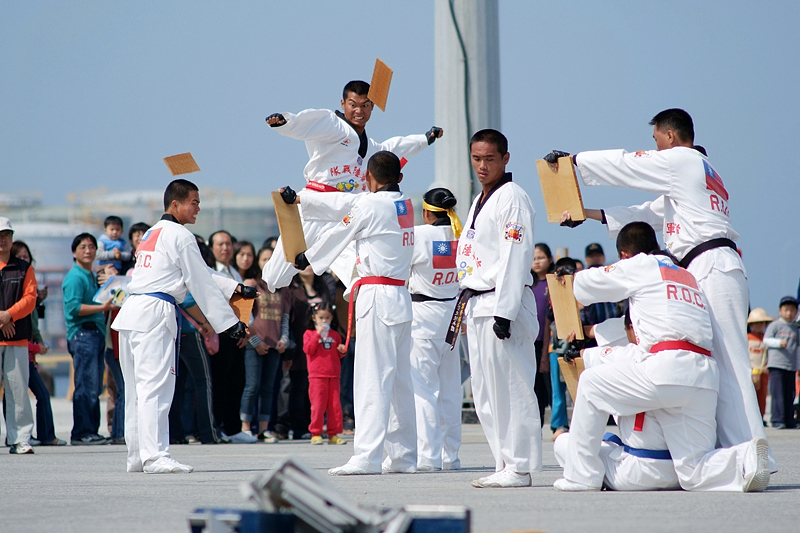
中華民國海軍陸戰隊莒拳隊，2009年敦睦艦隊表演
韓國海軍陸戰隊及泰國皇家海軍陸戰隊舉辦聯合登陸操演